# Cantonul Vervins
Cantonul Vervins este un canton din arondismentul Vervins, departamentul Aisne, regiunea Picardia, Franța.

## Comune
- Autreppes
- Bancigny
- La Bouteille
- Braye-en-Thiérache
- Burelles
- Fontaine-lès-Vervins
- Gercy
- Gronard
- Harcigny
- Hary
- Haution
- Houry
- Laigny
- Landouzy-la-Cour
- Lugny
- Nampcelles-la-Cour
- Plomion
- Prisces
- Rogny
- Saint-Algis
- Thenailles
- La Vallée-au-Blé
- Vervins (Werven) (reședință)
- Voulpaix